# Jun Fukamachi
Jun Fukamachi (jap. 深町 純, Fukamachi Jun, * 21. Mai 1946 in Tokio; † 22. November 2010 ebenda) war ein japanischer Fusion-Musiker, Komponist, Keyboard- und Synthesizerspieler. Fukamachi spielte u. a. mit The Brecker Brothers und Steve Gadd. Seine Alben veröffentlichte er in 1970ern bei Polydor und Toshiba.

## Leben
Im Alter von drei Jahren begann Fukamachi Klavier zu lernen. Nach dem Besuch der Izumi High School konnte er einige Produktions-Deals abschließen. Er brach sein Studium an der Tōkyō Geijutsu Daigaku kurz vor seinem Abschluss ab. 1971 unterschrieb er bei Polydor Records und veröffentlichte sein Debütalbum A Portrait of a Young Man. Danach arbeitete er als Komponist und Keyboarder. Seit den frühen 1970ern begann er mit Hilfe von Synthesizern eine Vielzahl an Alben zu erschaffen. Besonders der Yamaha CS-01 (ein Nachfolger des Yamaha CS-80) fand sich durch seinen Breath-Controller in vielen Fukamachis Werke wieder. 1989 wurde er als Professor an die Toho Gakuen School of Music berufen und gründete dort den ersten japanischen Master-Studiengang für Synthesizer. Am 22. November 2010 starb Fukamachi an Aortendissektion durch ein Perikarderguss.

## Diskographie
- ある若者の肖像 (1971)
- Hello! (1972)
- Introducing Jun Fukamachi (1975)
- Jun Fukamachi at Steinway (1976)
- Spiral Steps (1976)
- The Sea of Dirac (1977)
- Evening Star (1977)
- Second Phase (1977)
- Triangle Session (1977)
- Live at the Triangle Theatre (1977)
- Sgt. Peppers Lonely Hearts Club Band (1977)
- Jun Fukamachi & the New York All Stars: Live (1978)
- On the Move (1978)
- The Tale of the Heike (1978)
- Quark (1980)
- 海潮音 (1980)
- Digital Trip: Space Cruiser Yamato - Synthesizer Fantasy (with Hiroshi Miyagawa) (1982)
- Solo Vol.1 (1983)
- Digital Trip Queen Emeraldus Synthesizer Fantasy (1983)
- Digital Trip デジタルトリップ シンセ組曲 うる星やつら Synthesizer Fantasy (1984)
- 月下の群 (1984)
- Alien Majyu Kyo (1985)
- Nicole (1986)
- Haru (2001)
- Aki (2001)
- Piano World: Miyuki Nakajima Melodies (2003)
- Taizo (2004)
- Hana (2005)
- Kaze (2005)
- Digit Café (with Akira Wada) (2005)